# Marie Mac Mahon
Marie Mac Mahon, francoski maršal, * 1808, † 1893.